# Дифференцированное маркирование объекта
Дифференцированное маркирование объекта, или вариативное маркирование дополнения (используется также сокращение DOM от англ. Differential Object Marking) — широко распространенный в языках мира феномен, когда выбор морфосинтаксического оформления объекта определяется значением одного или нескольких признаков объектной именной группы или глагольной группы в целом.
Языки, в которых зафиксирован DOM: индоевропейские, уральские, алтайские, афразийские, австронезийские, сино-тибетские, банту и др.

## Факторы, которые могут определять кодирование объекта
Вариативное маркирование объекта является результатом взаимодействия факторов, относящихся к разным языковым уровням. Различия между языками заключаются в том, какие факторы выбраны и насколько каждый из выбранных факторов приоритетен по отношению к остальным.
- Семантический уровень
  - семантика именной группы:
    - одушевлённость
    - агентивность: контроль ситуации со стороны Агенса
    - волитивность: контролируемость, намеренность действия
    - «прототипичность»: степень, в которой элемент категории класса может служить её образцом
    - квантификация референта рассматриваемой ИГ: характеристика объектной ИГ в терминах кумулятивности (объекты, часть которых может быть охарактеризована тем же языковым выражением, что и  сам объект — некоторое количество супа может быть названо словом  суп, равно как и весь суп) и квантованности (часть объекта не может быть охарактеризована тем же языковым выражением, что и  сам объект — часть референта выражения  три яблока не может быть названа выражением «три яблока», но может быть названа выражением  «одно яблоко» или  «два яблока»)
    - наличие рестриктивных модификаторов на ИГ

  - семантика предиката:
    - время
    - вид
    - модальность
    - семантический класс глагола (например, глаголы созидания или уничтожения, интенсиональные глаголы)
    - вовлечённость Пациенса

  - семантика клаузы:
    - фактивность: логико-лингвистическая характеристика эпистемических предикатов (типа знать, считать, полагать, верить и т. п.), определяющая наличие презумпции истинности у пропозиций, вводимых такими предикатами
    - наличие оператора отрицания
- Прагматический и дискурсивный уровень
  - референциальный статус кодируемой различными способами именной группы
  - коммуникативный статус ИГ (или содержащей её глагольной группы)
- Синтаксический уровень
  - финитность клаузы
  - структурный тип именной группы (внутренняя структура ИГ, также тесно связанные с ней вес ИГ, количество и тип её зависимых)
  - порядок слов в клаузе

Вся совокупность признаков сообщает предикации и прямому дополнению в её составе дополнительную информацию, так что ситуация и референт ИГ — прямого дополнения становятся более определёнными, индивидуализированными. Этот эффект в функционально-типологической традиции получил название «значимость». Сущность вариативного падежного маркирования и его связь со значимостью (прямого объекта) обобщена в [Aissen 2003]: «Чем выше прямой объект по значимости, тем более вероятно его поверхностное падежное маркирование».

## Параметры межъязыкового варьирования

### Количество факторов и их комбинация
Языки возможно классифицировать на основании того, какие именно факторы в них важны для маркирования ИГ в каждом отдельном случае и как в точности эти факторы взаимодействуют между собой.

#### Единственный фактор
Испанский язык: одушевлённость. Объекты, занимающие высокие позиции в иерархии одушевлённости, получают падежное маркирование, в то время как неодушевлённые объекты остаются немаркированными.
| Vi видеть.PST.1SG | *(a) ACC | la DEF | mujer женщина |
Я увидел женщину
| Vi видеть.PST.1SG | (*a) ACC | la DEF | mesa стол |
Я увидел стол
Иврит: определённость. При помощи предлога et маркируются только определённые объекты.
| Dan Дан | kara читать.PST.3SG.M | *(et) OM | ha-itonim DEF-газеты |
Дан читал (определенные) газеты.
| Dan Дан | kara читать.PST.3SG.M | itonim газеты |
Дан читал (какие-то) газеты.
Эстонский язык: аспектуальная характеристика глагольной группы, возглавляемой инкрементальным глаголом. В перфективной клаузе инкрементальный объект оформляется генитивом, а в имперфективной — партитивом.
| Ta Он | ehitas строить.PST | silla мост.GEN |
Он построил мост.
| Ta Он | ehitas строить.PST | silda мост.PART |
Он строил мост.

#### Два и более факторов
[Aissen 2003] предлагает анализ DOM в испанском языке в рамках стохастической теории оптимальности и показывает, что на выбор средства маркирования объекта влияет не только одушевлённость, но и референциальный статус.
В языках, где по меньшей мере два фактора определяют морфосинтаксическое кодирование прямого дополнения, взаимодействие этих факторов нетривиально, но один из факторов преобладает над другим. Так, например, для марийского языка выявлено, что наиболее релевантным фактором являются коммуникативные статусы глагольной группы и прямого дополнения «внутри» неё: если они различны, то прямое дополнение маркируется аккузативом, если глагольная группа является коммуникативно нерасчленённой, то дополнение не имеет показателя винительного падежа. Если же глагольная группа в зависимости от контекста допускает обе указанных возможности, то в падежном маркировании также возможны оба варианта. Однако коммуникативные статусы внутри клаузы являются релевантным фактором после действия синтакических ограничений (финитность/нефинитность клаузы, контактное/дистантное расположение прямого дополнения и глагола).

### Симметричность vs. асимметричность

#### Симметричное кодирование
Симметричное кодирование ИГ предполагает два конкурирующих падежа, каждый из которых является маркированным морфологически (то есть выражается ненулевой морфемой). Например, генитив и партитив в эстонском языке в примерах выше.

#### Асимметричное кодирование
При асимметричном кодировании образуется оппозиция маркированной и немаркированной формы (например, аккузатив и «неоформленный аккузатив», омонимичный номинативу). Именно асимметричное кодирование объекта мы наблюдаем в испанском языке и иврите в примерах выше.

#### Значимые корреляции
В литературе отмечаются значимые корреляции между рассмотренными параметрами. [Malchukov, de Swart 2008] указывают, что системы с асимметричным вариативным маркированием объекта обычно ориентированы на признаки самого объекта (одушевлённость, определённость, референтность), что соответствует параметру индивидуализации пациенса в [Hopper, Thompson 1980], в то время как системы с симметричным вариативным маркированием объекта опираются на более широкий круг признаков, не обязательно определенных собственно на объекте, таких как вид (аспект), фактивность, утверждение/отрицание и т. п.

### Кодирование на зависимом vs. на вершине
Ещё один параметр варьирования маркирования прямого объекта представлен типом поверхностного выражения: так, вариативное маркирование может быть выражено аффиксом зависимого — аргумента (зависимостное маркирование) или аффиксом вершины — предиката (вершинное маркирование), причём эти способы выражения могут быть совмещены и составлять в результате двойное маркирование.

#### DOMна зависимом
Прямое дополнение может стоять или в аккузативе, или в немаркированной форме. Данное явление можно наблюдать в тюркских (турецкий, балкарский), финно-угорских (финский, марийский, хантыйский) и других языках.
Испанский язык (с помощью предлога), см. выше.
Монгольский язык (с помощью падежного суффикса):
| Bi Я | nom(*-ig) книга-ACC | unsh-san читать-PST |
Я читал книгу.
| Bi Я | Gunne*(-g) Гуннэ-ACC | har-san видеть-PST |
Я увидел Гуннэ.

#### DOMна вершине
Ненецкий язык (с помощью глагольного согласования с прямым дополнением: субъектное vs. субъектно-объектное спряжение):
| mən’ Я | kn’ig-əmh книга-ACC | tola-w/dəm читать-OBJ.SG.1SG/SUB.1SG |
Я читал книгу.
В этом примере прямое дополнение стоит в аккузативе (и в ненецком языке не может менять своего падежного оформления), а на глаголе может быть показатель либо субъектного, либо субъектно-объектного спряжения. Ненецкий принадлежит к этому типу, наряду с финно-угорскими языками (хантыйский, эрзя-мордовский), языками банту (кичагга, макуа) и другими.

#### DOMна зависимом и на вершине
Эти два типа выражения DOM не всегда являются взаимоисключающими и свободно могут дополнять друг друга. Так происходит, например, в шокшинском диалекте эрзя-мордовского языка:
| Son Тот | mi-i-ze продавать-PRT-3SG.O.3SG.S | kudu-tʼ дом-DEF.GEN |
Он продал дом.
| Son Тот | rama-sʼ покупать-PRT.3SG | kuda дом |
Он купил дом.

#### Другие типы DOM
Согласно [Lima 2006] к прочим видам DOM относятся: инкорпорация, наличие/отсутствие показателей переходности на глаголе, антипассивизация, порядок слов (передвижения).

### Область определения DOM
Вариативное падежное маркирование прямого объекта определяется своей «областью определения» — тем, свойства каких макроконцептов, составляющих прототипическую переходную клаузу (Агенс, Пациенс, Предикат), более релевантны для выбора падежа и, соответственно, получают поверхностное выражение.
- Только Пациенс («локальный DOM»)

Этот вид падежного варьирования распространён, например, в тюркских языках.
- Агенс и Пациенс («иерархический DOM»)

Падеж выбирается исходя из ранжирования прямого дополнения — Пациенса по некоторой иерархии относительно подлежащего — Агенса (и безотносительно свойств предиката). Иерархический DOM зафиксирован для языка ауту (сепик-раму).
- Предикат и Пациенс

Было показано, что они влияют на DOM в финском и эстонском языках; по-видимому, следует считать венгерский язык также относящимися к языкам с областью определения DOM «Предикат — Пациенс»: в нём наблюдается расщеплённое объектное согласование.
- Все компоненты («DOM неоднозначности»)

Если свойства каждого из участников ситуации, выраженной простой переходной клаузой, участвуют в определении падежа для прямого дополнения, то такой тип варьирования называется «DOM неоднозначности» («ambiguity driven DOM»): основная функция падежа — разрешение неоднозначности. Данный тип часто характеризуется влиянием семантики предиката, дискурсивной информации контекста, экстралингвистических знаний (язык йонгрен лоло (тибето-бирманские языки)).
Однако было замечено, что в языках с «локальным» варьированием падеж также служит для разрешения (дискурсивной) неоднозначности. В силу наличия таких контрпримеров можно предполагать, что границы между выделенными типами области определения не являются чёткими.

### Причины и следствия
При вариативном падежном маркировании признаки именной группы можно разделить на неизменяемые, которые являются причиной того или иного кодирования объекта (не зависят от падежа), и на изменяемые, которые являются его результатом (зависят от падежа).
- Ингерентные свойства аргумента

Не изменяются при изменении падежа. Например, признак одушевлённости не меняет своего значения в зависимости от того, в каком падеже стоит соответствующая ИГ — прямое дополнение.
- Неингерентные свойства аргумента

Изменяются при изменении падежа. Например, признаки определённости и референтности при асимметричном DOM могут интерпретироваться в зависимости от наличия/отсутствия аккузатива (при условии, что нет ограничений на нулевое маркирование, обусловленных ингерентным положительным значением признака «определённость» — как, к примеру, у личных местоимений, собственных имён, ИГ с указательными местоимениями/посессорами и т. д.).
Различение «причин» и «следствий» позволяет ранжировать параметры падежного варьирования: в работах [de Swart and de Hoop 2007] и [de Swart 2007] показано, что ингерентные признаки-«причины» более приоритетны, чем неингерентные «следствия». Такое объяснение не только согласуется с фактом, что признак одушевлённости более релевантен для DOM, чем параметры референтности и определённости, но и коррелирует с двумя типами вариативного падежного маркирования — расщеплением и флуктуацией (split/fluid case alternation), обоснованными в работе [de Hoop and Malchukov 2007] на материале DOM.

### Расщепление и флуктуация
При вариативном падежном маркировании кодирование объектной именной группы тем или иным падежом может влиять либо на грамматичность предложения (тогда мы имеем дело с расщеплением — бинарным разбиением ИГ на неперекающиеся классы), либо на его интерпретацию (тогда мы имеем дело с флуктуацией — нестрогим разбиением ИГ на классы, которые могут пересекаться).
- Расщепление

ИГ с падежом и ИГ без падежа находятся в дополнительной дистрибуции: существует строгое разбиение именных групп на классы — в соответствии со значением некоторого (бинарного) признака; только ИГ с положительным значением признака α могут в позиции прямого дополнения быть охарактеризованными по падежу (форма которого отлична от номинатива), тогда как ИГ с отрицательным значением данного признака будут стоять в другом падеже (форме, совпадающей с формой номинатива). Строгость разбиения проявляется в том, что его нарушение влечёт неграмматичность предложения.
Так, по-видимому, в асимметричном DOM в русском языке таким параметром «расщепления» является одушевлённость — для ИГ с положительным значением признака обязательно маркирование особым винительным падежом, а для ИГ с отрицательным значением необходим падеж, совпадающий с именительным (Я вижу девушк-у, но Я вижу солнце).
- Флуктуация

«Нестрогое» DCM (вариативного падежного маркирования от англ. Differential Case Marking) (fluid case alternation) не осуществляет разбиения ИГ на классы, являясь более изменчивым и будучи определённым уже для ИГ, имеющих конкретное значение признака «расщепления». Так, для неодушевлённых ИГ может быть допустим и аккузатив, и номинатив, однако ИГ, находящаяся в аккузативе, получит референтный статус, тогда как для ИГ в номинативе будут возможны обе интерпретации — и референтная, и нереферентная. Таким образом, сам признак падежа внутри одной категории не вызывает расщепление, но влечёт различные интерпретации (и связан тем самым с информационной структурой всего предложения, его «упаковочным компонентом»).
Следовательно, «расщепление» более приоритетно, чем флуктуация, и грамматические факторы могут «отменять» «изменчивое» DCM. Примером таких грамматических факторов могут служить порядок слов (прямое дополнение отделено от глагола) и наличие показателя согласования на вершине ИГ в турецком языке.
Иерархия признаков расщепления и флуктуации не является изоморфной иерархии ингерентных/неингерентных признаков — неингерентный признак определённости может вызывать расщепление, в отличие от ингерентного признака одушевлённости, определяющего флуктуацию.

## Подходы к анализу дифференцированного маркирования объекта
Явление дифференцированного маркирования прямого дополнения рассматривалось в теоретической литературе с разных точек зрения. Так, например, DOM анализировался в рамках формальных теорий, например, в рамках LFG в [Dalrymple, Nikolaeva 2011], теории оптимальности в [Aissen 2003], в рамках минимализма в [Lima 2006]).
C другой стороны, существует и функциональный подход, заключающийся в представлении факторов, регулирующих выбор прямого дополнения, в виде иерархии (см. [Сердобольская, Толдова 2012], [Коношенко 2009]).